# سيتيزنديوم
سيتيزنديوم (بالإنجليزية: Citizendium)‏ «أي: خلاصة المواطنين الوافية من كل شيء (أو: الخلاصة الوافية للمواطنين من كل شيء)»، هي مشروع موسوعة حرة مكتوبة باللغة الإنجليزية، قائمة استنادا إلى نظام ويكي، يمكن الوصول إلى محتوياتها على شبكة الإنترنت، أطلقها لاري سانجر الذي ساهم سابقا في تأسيس ويكيبيديا عام 2001.
أعلن عن هذا المشروع لأول مرة في سبتمبر 2006، بقصد أن يكون انشقاقا (فرعاً) من مشروع موسوعة ويكيبيديا الإنجليزية، لكن طرحت هذه الفكرة جانبا لصالح التركيز والتأكيد على مقالات أصلية. يهدف المشروع إلى التحسن بناء على نموذج ويكيبيديا، عن طريق توفير مصداقية متزايدة. تأمل الموسوعة في تحقيق ذلك من خلال مطالبة المساهمين فعليا باستخدام أسمائهم الحقيقية، إدارة المشروع بطريقة حاسمة ودقيقة ضد السلوك غير المهني، توفير ما أطلق عليه إشراف خبير بلطف للمساهمات اليومية، وكذا من خلال المقالات المعتمدة. خضعت المقالات المعتمدة لعملية مراجعة الأقران بواسطة خبراء معتمدين في المجال موضوع المقالة، ومن ثم أصبحت جاهزة للتحرير.
لم يزد عدد المساهمين بالموسوعة على 100 مساهما نشطا أو أقل في 27 أكتوبر 2011. بحلول نوفمبر 2017، إحتوت الموسوعة ما يربو على 16,938 مقالة؛ حققت 160 منها الموافقة التحريرية، كما يقوم حوالى خمسة مساهمين بتعديل واحد شهريا. آخر محرر إداري بالموسوعة هو أنتوني سيباستيان وذلك حتى إخلاء المكتب في 2016.

## وجهات نظر المؤسس

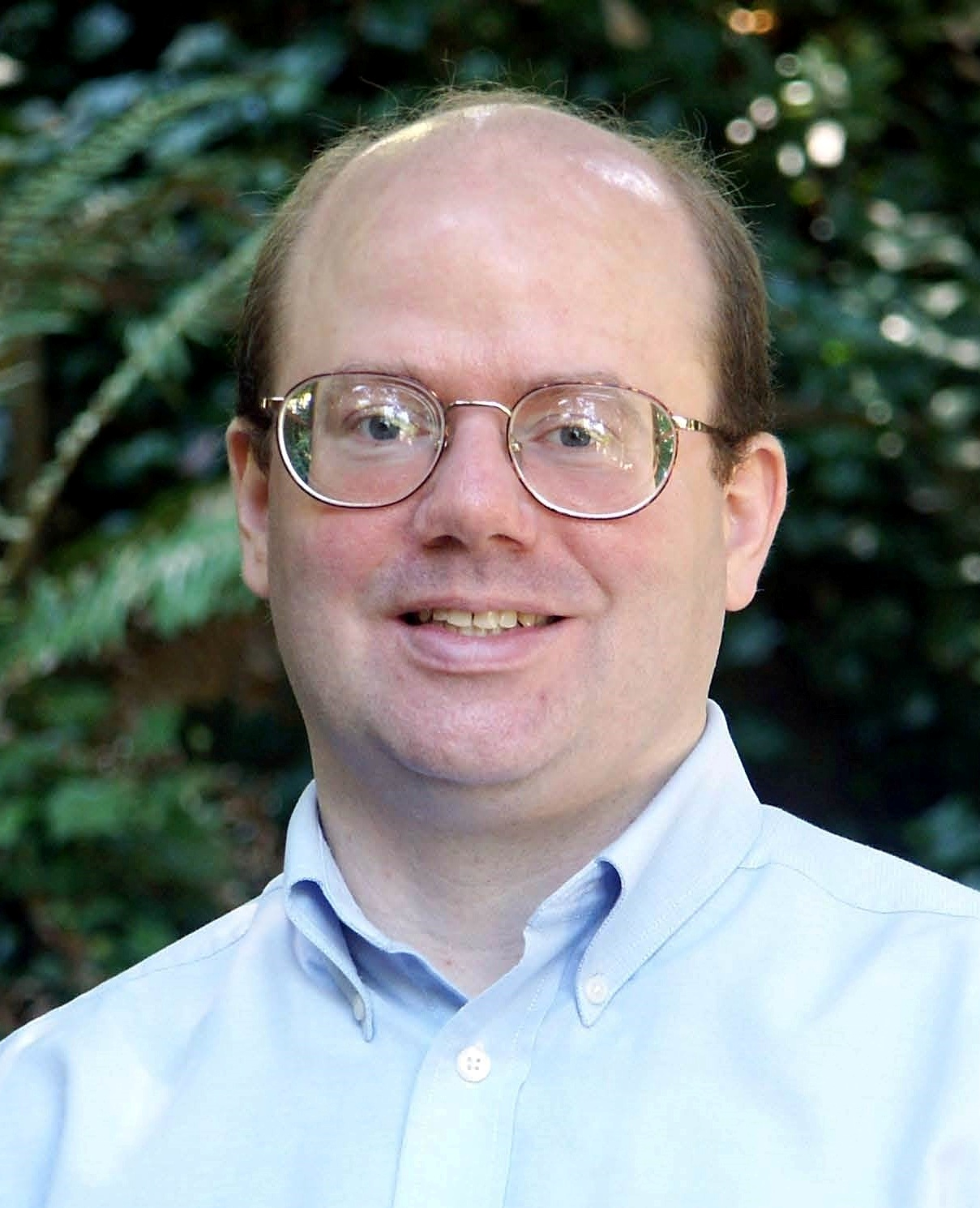
لاري سانجر، مؤسس ورئيس تحرير سابق لمشروع سيتيزنديوم

صرح سانجر، في بيان صحفي نشر بتاريخ 17 أكتوبر/تشرين الأول 2006، بأن سيتيزنديوم «ستحاول قريباً أن تزيح ويكيبيديا عن كونها الوجهة التي يقصدها الباحثون عن المعلومات العامة على الشبكة (الإنترنت)». في أغسطس 2007، علق سانجر صفحاتها منوها «العالم يحتاج موسوعة حرة أكثر مصداقية.» بدأ الطور التجريبي للمشروع في أكتوبر/تشرين الأول ونوفمبر/تشرين الثاني 2006.
أعلن عن تغيير خطط العمل في 18 يناير/كانون الثاني 2007. صرح سانجر على القائمة البريدية الخاصة بالمشروع أن المقالات التي تحمل علامة «CZ حصري» (وهي التي تمت كتابتها، أو سيتم العمل عليها من خلال المساهمين في سيتيزنديوم) فقط هي التي ستبقى على الموقع، أما كافة المقالات الأخرى المتفرعة من ويكيبيديا فسوف تحذف. لم تحظ تلك الخطوة بدعم كافة السيتيزنديوميين (المساهمين في مشروع سيتيزنديوم)، لكن سانجر أكد بأن هذا الحذف هو تجربة، وأن مجموعة جديدة من مقالات ويكيبيديا يمكن أن ترفع على الموقع في حال فشلت التجربة.

### التخطيط لخلافة رئيس التحرير
قلل سانجر من نشاطه المباشر على سيتيزنديوم بدء من مايو 2009، ثم قام بتذكير مشتركي قائمة سيتيزنديوم البريدية (Citizendium-l) بنيته المعنلة مسبقا، عن عزمه عدم البقاء في موقعه كرئيس تحرير لأكثر من سنتين أو ثلاثة على أقصى تقدير من بداية المشروع. كرر سانجر دعوته لأعضاء مجتمع سيتيزنديوم من أجل تحضير عملية منهجية لاختيار رئيس جديد للتحرير.
أفاد سانجر بأنه كان يقضي وقتا أطول في مشروعه WatchKnow، ويرجع ذلك جزئيا إلى حاجته لكسب قوته -حيث قال أن «مشروع سيتيزنديوم لا يكسبني سنتا»- كما يرجع جزئيا أيضا إلى ما أثبته مجتمع سيتيزنديوم من إمكانية العمل بفاعلية بدون مشاركاته اليومية المباشرة. أضاف بأن تنحيه جانبا «قد يعجل بحل أزمة دستورية، خاصة بأننا [سيتيزنديوم] لم نقم أبدا باعتماد ميثاقا مناسبا». صدق مشروع سيتيزنديوم على ميثاقه في سبتمبر 2010.
تنحى سانجر عن موقعه كرئيس تحرير، كما تخلى عن سلطاته التحريرية وحقوقه إلى المشروع. لم يقم سانجر بتعيين خلفا له أو رئيسا مؤقتا للتحرير، كما لم يتضح الموقف المالي للمشروع حتى مغادرته.

## طبيعة المشروع

### انشقاق عن ويكيبيديا
كان القصد من المشروع في البداية أن يكون انشقاقا (فرعاً) من ويكيبيديا، وذلك طبقا للبيانات والمقالات على سيتيزنديوم؛ بحيث يحوي نسخة من كل مقالة -بموجب قواعد رخصة جنو للوثائق الحرة- كما وجدت على ويكيبيديا وقت إطلاق مشروع سيتيزنديوم. ومع ذلك، بعد الشروع في فكرة عدم الانشقاق، والتماس تعليقات الأعضاء حول هذا الأمر من خلال القائمة البريدية الإلكترونية وكذا منتدى الإنترنت لسيتيزنديوم، قال سانجر بأن انشقاقا كاملا وقت إطلاق المشروع «ليس حتميا». أعلن سانجر في 18 يناير 2007 أن الطور التجريبي سوف يتضمن فقط -على سبيل التجربة- المقالات التي عمل عليها، أو سيقوم بالعمل عليها، المساهمون في سيتيزنديوم، وذلك عوضا عن المجموعة الكاملة لمقالات ويكيبيديا. كما ذكر أن التجربة «ستكون بمثابة إعادة النظر في الهدف الأساسي لمشروعنا».
لم يعلن شيء حتى الآن بشأن إصدارات سيتيزنديوم بلغات أخرى غير الإنجليزية، لكن سانجر قد ذكر في مقالاته بأن نسخاً بلغات أخرى هو أمر متوقع بعد أن يتم تأسيس ونجاح عمل النسخة الإنجليزية. في استعراض لكتاب اندرو كيين المعنون The Cult of the Amateur، يعلق سانجر بسخرية على معاملة كيين المواتية لمشروع سيتيزنديوم: «المثال الأول على 'حل' يقدمه هو سيتيزنديوم، أو الخلاصة الوافية للمواطنين من كل شيء، الذي أود أن يوصف بإيجاز على أنه ويكيبيديا ذات محررين وأسماء حقيقية. لكن كيف يمكن لسيتيزنديوم أن يصبح حلا للمشكلات التي يثيرها، إذا كان لديه خبراء يعملون بدون أجر، والنتيجة مجانا؟ إذا نجح، ألن يسهم ذلك في تراجع النشر المرجعي؟».

### هدف المشروع
الهدف المعلن من المشروع هو «إنشاء خلاصة وافية جديدة من المعرفة» استنادا إلى مساهمات المثقفين، الذين يعرفون بأنهم «المتعلمون، المفكرون من القوم الذين يقرأون عن العلم أو الأفكار بصورة منتظمة». يأمل سيتيزنديوم في تغزيز ثقافة الخبير ومجتمع يشجع المشاركين (سوف يطلق عليهم مؤلفين) على احترام مساهمات الخبراء (من خلال ما أشار إليه بأنه عملية التوجيه اللطيفة).
الخبراء بحاجة إلى التحقق من مؤهلاتهم علانية، وذلك من أجل الشفافية والسلطة المقبولة علانية. يتناقض ذلك مع طبيعة ويكيبيديا المفتوحة والمجهولة إلى حد بعيد؛ فلا يملك متخصصو الموضوع معرفة متخصصة متحقق متها في مجالهم ولا مراكز خاصة متفق عليها. ذكر سانجر أن المحررين لن يملكوا حقوق الموافقة المسبقة على تعديلات المؤلفين العاديين، على الرغم من أن المحررين سوف يملكون سلطة عير محددة إلى حد ما على المقالات التي تقع في نطاق خبراتهم المحددة.

### السياسات والبنية
لا يسمح سيتيزنديوم بالتحرير من قبل المجهولين، وذلك خلافا لويكيبيديا. يجب على المشاركين التسجيل بأسمائهم الحقيقية مع عنوان بريد إلكتروني عامل. قرر سانجر أن إداريي ‏ المشروع سوف يدعون الكونستبلات، ويحتاجون إلى امتلاك درجة البكالوريوس من أجل التأهل. كما وضع شرطا للحد الأدنى للنضج -سن 25 عاما- للكونستبلات. يعرف من يترأس الكونستبلات بأنه رئيس الكونستابل، أما من يترأس المحررين فيطلق عليه المحرر الإداري.
عمل سانجر في الأصل بمنصب رئيس التحرير، الشخص الرئيسي المسؤول، وهو جزء من مجلس الإدارة، كما يسائل أمامه. ذكر سانجر أن القرارات النهائية المتعلقة بالهيكل الإداري لن تظهر «حتى يصبح عدد أكبر من المساهمين الأساسيين (المستقبليين) في المشهد».
تخضع مقالات سيتيزنديوم لعملية اعتماد بعدما تحقق حدا معقولا من الكفاءة. يستطيع المحرر أن يحدد متى تصبح المقالة جاهزة لإقرارها بالموافقة عليها.
يجري تنفيذ هذا المشروع برعاية مؤسسة سيتيزنديوم، أما في البداية، فقد نفذ على مراحل تدريجيا تحت رعاية مؤسسة تايدس بوصفه من مشروعا حاضنا.

### المحتوى

توزيع المقالات في ديسمبر 2007

تتوفر مقالات سيتيزنديوم الأصلية بموجب رخصة المشاع الإبداعي: النسبة-الترخيص بالمثل (CC-BY-SA). أما المقالات التي بدأت جزئيا من ويكيبيديا فهي متوفرة بموجب رخصة جنو للوثائق الحرة (نسخة 1.2). أعلن عن هذا القرار في 21 ديسمبر 2007، بعد مرور عام تقريبا على إطلاق المشروع التجريبي.

## التاريخ

### مشروع تجريبي

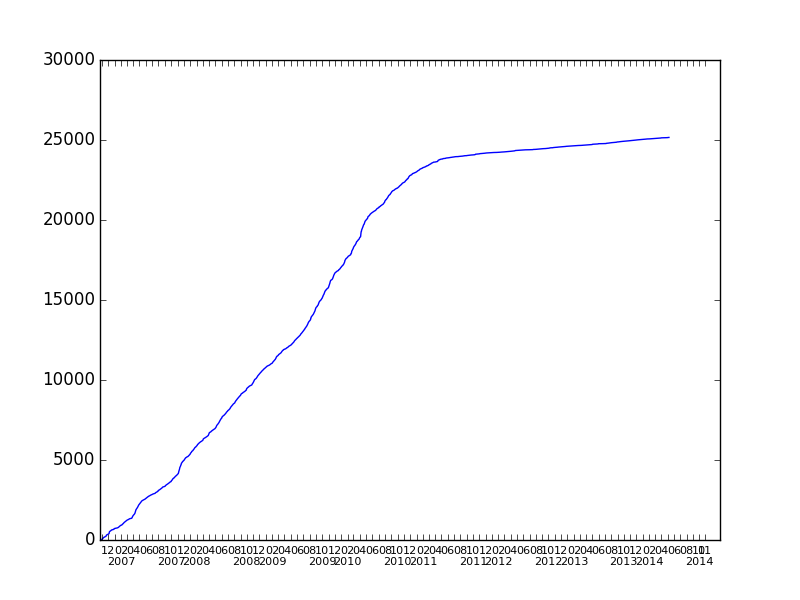
عدد المقالات منذ إطلاق المشروع التجريبي وحتى آخر 2014

أعلن لاري سانجر عن المشروع في 15 سبتمبر 2006 بمؤتمر Wizards of OS الرابع الذي عقد في برلين. لم يعطي موعدا نهائيا لإطلاق الويكي بالكامل. ومع ذلك، أطلق سانجر في 2 أكتوبر 2006 إعلان مشروع تجريبي متصورا فيه إمكانية عمل الويكي بالكامل في غضون «شهر أو شهرين».
في محاولة جلية لتسريع وتيرة العمل بالمشروع، اقترح مدير منتدي موقع سيتيزنديوم، بيتر هيتشموغ في 2 أكتوبر 2006، ما أطلق عليه اختبار ألفا للمفهوم. اقترح هيتشموغ انشقاقا لعدد محدود من مقالات ويكيبيديا إلى موقع يستطيع من خلاله أعضاء المنتدى والقائمة البريدية أن «يقوموا بإعادة كتابة قسم كامل» من محتوى ويكيبيديا.
تفاعل لاري سانجر بحماس مع الفكرة، وإقترح أولا ويكي تكستوب (Textop) القائمة بالفعل، لتكون موقعا لإجراء اختبار ألفا، ثم نشر لاحقا أن تكستوب لن يكون خيارا جيدا، لكنه أظهر اهتماما متواصلا بالفكرة. تصور سانجر ويكي ذات وصول مقيد، حيث يمكن للفكرة أن تختبر، وأيضا طلب إجراء نقاش مستفيض بشأنها.
لم يسمح للجمهور العام بالوصول إلى النسخة التجريبية من سيتيزنديوم ولو حتى للقراءة. ذكر سانجر: «الأشخاص المدعوون فقط هم من سيتمكنون من رؤية وتعديل مشروع الويكي التجريبي». أضاف أيضا أن الكونستبلات سوف يتم اختيارهم بواسطة رئيس الكونستابل.
أعلن سانجر في بيان صحفي بتاريخ 17 أكتوبر 2006 قائلا: «ستقوم مؤسسة سيتيزنديوم الوليدة (الناشئة) بإطلاق مشروع تجريبي مدته ستة أسابيع، مفتوح للمساهمين المحتملين عن طريق دعوة». سمي عدد من المحررين وأيضا قادة مشاريع أخرى. أعلن أيضا أن مؤسسة سيتيزنديوم قد «بدأت إجراءات التقدم للحصول على وضع منظمة 501(c) [وضع غير ربحي]»، وأيضا قد «حصلت على التزام ثابت بمنحة ابتدائية من إحدى المنظمات، بالإضافة إلى التبرعات الشخصية الصغيرة». ذكر سانجر في رسالة لاحقة للبيان الصحفي أن المجموعة الأولية التي يسمح لها بالوصول إلى المشروع التجريبي سوف تتكون من «عشرة محررين، ثلاثة كونستبلات، ستة مؤلفين، بالإضافة لي».
بدأ المشروع التجريبي العمل في 23 أكتوبر 2006. في 8 نوفمبر، أفاد سانجر أن 263 اسم مستخدم قد تمكنوا من الوصول إلى الويكي التجريبية، كما وجدت 183 مقالة «حصريا» (بمعنى أن شخص ما يعمل، أو ينوي العمل عليهم)، بالإضافة إلى وجود 300 تعديلا كاملا للويكي بحلول 7 نوفمبر.

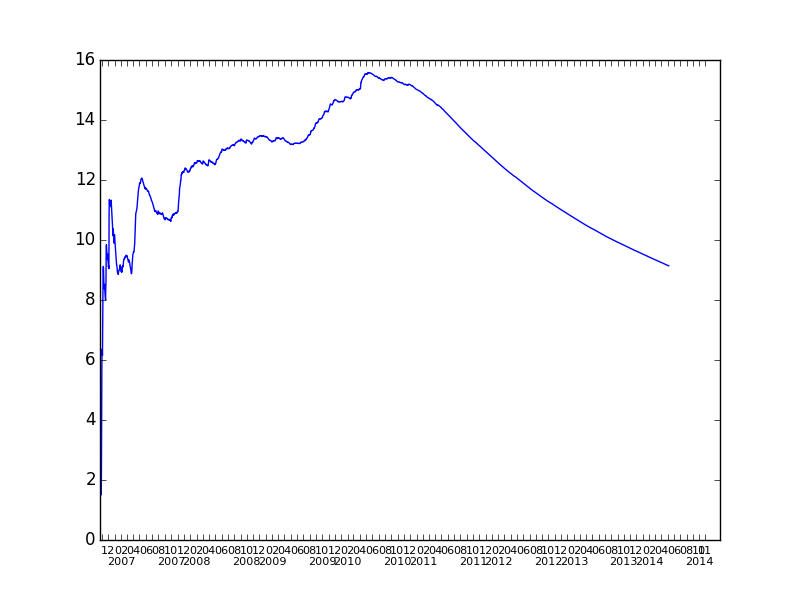
معدل إنشاء المقالات (مقالة/يوم) حتى آخر 2014

أفاد سانجر، في رسالة نشرت على منتدى سيتيزنديوم بتاريخ 17 يناير 2007، قائلا: لدينا فقط 10-20 مستخدما نشيطا جدا من أصل 500 حساب أنشئت على الويكي". ونتيجة لذلك، قرر سانجر حذف جميع المقالات، إلى جانب تلك التي وسمت "CZ حصري" من المشروع التجريبي، وذلك في محاولة لتحفيز مشاركة أكبر. في 22 يناير 2007، قام سيتيزنديوم بتجربة إجراء جديدة للتسجيل الذاتي: منح حق الوصول للقراءة/الكتابة تلقائيا بعد إنشاء الحساب. حدثت حالات قليلة أخرى من التخريب بعد هذا التغيير، على الرغم من أن التخريب سرعان ما تراجع عنه. هذا، وقد أعلن سانجر تنظيم سيتيزنديوم رسميا بصفة منظمة غير ربحية من الناحية القانونية في 19 يناير.
أوقف الإنشاء التلقائي للحسابات في 16 فبراير 2006 ردا على محاولات التخريب المتصاعدة، في حين كان يجري اتخاذ تدابير متزايدة لمواجهة التخريب. في اليوم التالى، اقتصر نقل الصفحات على الكونستبلات فقط كإجراء إضافي ضد التخريب. بالإضافة إلى ذلك، استمر سانجر في عملية فض انشقاق سيتيزنديوم عن ويكيبيديا، من خلال دعوة المساهمين لحذف أي محتوى في حال تغيير بشكل سطحي فقط بعد إستيراده من ويكيبيديا.

### الافتتاح

النمط الإفتراضي للصفحة الرئيسية في اوائل 2008؛ يمكن للمستخدمين الاختيار من بين عدة مظاهر (skins) أو صيغ

أنهت سيتيزنديوم المرحلة التجريبية في 25 مارس 2007، وإنتقلت إلى المرحلة بيتا، حيث أصبح الموقع مقرؤا للجمهور. تزامن ذلك الإطلاق مع مقال طويل ومميز من الأسوشيتد برس، نشر على نطاق واسع، حيث ظهر في يو إس إيه توداي بعنوان "سيتيزنديوم تسعى إلى أن تكون ويكيبيديا بصورة أفضل". أصدر سانجر مقالا في اليوم السابق على عملية الإطلاق بعنوان "لماذا (على الأرجح) سوف ينجح سيتيزنديوم"، ذكر فيه أن النشاط بالمشروع قفز من 100 تعديل يوميا في الشهر الأول إلى أكثر من 500 تعديل قبل الإطلاق". بعد الإطلاق في 27 مارس 2007، نقل بيان صحفي عن سانجر قوله: "ليس عليك الاختيار بين المحتوى والمسائلة. لقد أظهرنا أنه بإمكاننا إنشاء محتوى مفتوح موثوق به. نحن في الواقع منفتحين على كافة أنواع المشاركين، لكن لا نزال نحمل الناس على الالتزام بمعايير أعلى في المحتوى وفي السلوك كمجتمع".
لوحظ، في وقت ما بعد الإطلاق، أن سياسة سيتيزنديوم الملائمة للأسرة تعني أن المشروع سوف يتجنب على الأرجح مقالات بها ألفاظ عامية عن النشاط الجنسي، وبصفة خاصة المقالات الصريحة عن الممارسات الجنسية. سيتيزنديوم لديها سياسة مهنية واحترافية، تلك التي قال عنها سانجر بأنها مختلفة عن كافة المجتمعات الأخرى على الإنترنت.
أعلن سانجر عن مبادرة أطلق عليها اسم سيتيزنديوم 2.0، وذلك في 29 يونيو 2007 من خلال القائمة البريدية الموسعة للمشروع، واصفا تعليقاته بأنها وثيقة مشروع تخطيطية، حيث أسهب في شرح سلسلة من المبادرات المصممة لإطلاق سيتيزنديوم للمرحلة التالية للتطور. وضعت الوثيقة الخطوط العريضة لخطط تهدف إلى إنشاء مجلس قضائي، مجلس استشاري، مدير شؤون الموظفين، رئيس جديد لهيئة التحرير، مشاركة المتطوعين بشكل أوسع في المشروع، نظام خاص لصفحات فرعية للمقالات، وقائمة مرجعية موسعة للمقالات.

### التطورات اللاحقة

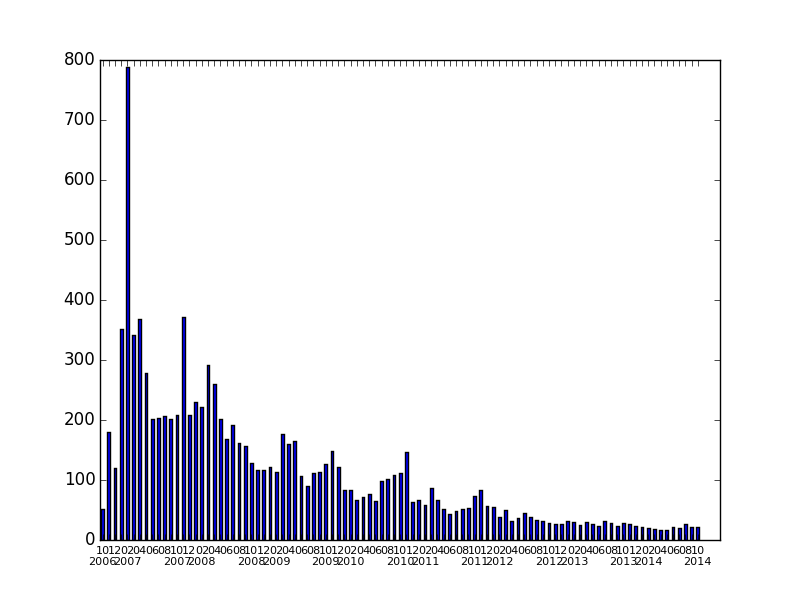
عدد المستخدمين الذين يقومون بتعديل واحد على الأقل شهريا حتى آخر 2014

احتوت سيتيزنديوم على 3,000 مقالة كتبت ونقحت بواسطة 2,000 شخص، وذلك بحلول الذكرى السنوية الأولى لإطلاق المشروع في سبتمبر 2007. ظهرت تقارير إعلامية تناولت هذه المناسبة في أواخر أكتوبر وأوائل نوفمبر 2007. نقلت مقالة نشرت في الفاينانشال تايمز عن لاري سانجر توقعه نموا قويا للمشروع: «في مرحلة ما، ربما قريبا جدا، سوف ينمو سيتيزنديوم بصورة مذهلة – على سبيل المثال، يزداد عدد مساهميه النشطين أربعة أضعاف، أو حتى ينمو بمقدار الضعف من حيث الحجم. كما سوف تشهد هذا النمو في غضون شهر أو إثنين، وهذا النمو سيستمر في التسارع من هذا المعدل العالي». (انظر المخطط البياني إلى اليسار: ارتفع عدد المساهمين النشطين تدريجيا في ما تبقى من 2007، ثم تضاعف بصورة ملحوظة في الربع الأول من 2008، ثم بدأ الانحدار بصورة منتظمة بعد ذلك)
نال مشروع سيتيزنديوم تكريم جمعية أبحاث الاتصالات الجديدة، وذلك بعد تأهله للمركز النهائي في 5 ديسمبر 2007. تصف هذه الجمعية نفسها بأنها مؤسسة فكرية عالمية غير ربحية، مكرسة من أجل الدراسة المتقدمة لأدوات الاتصالات الجديدة، تقنيات وأنماط الاتصالات الناشئة، وتأثيرهم على الإعلام التقليدي، الاتصالات المهنية (الاحترافية)، الأعمال التجارية، الثقافة والمجتمع". إختارت الجمعية سيتيزنديوم للحصول على الجائزة لإنها إعتبرتها منظمة رائدة في هذه النواحي.
لاحظ كاتب المكتبة والت كراوفورد في أبريل 2009، أن سيتيزنديوم يبدو أنه في فترة هدوء ممتدة، حيث تنشأ المقالات الجديدة بمعدل ثابت عند حوالي 13-14 مقالة في اليوم، مع انخفاض عدد مؤلفيه النشطين. كتب ريتشارد ووترز في مدونة الفاينانشال تايمز التقنية في أغسطس 2009: «في أفضل الأحوال، يمكن أن يطلق على سيتيزنديوم نجاحا محدودا. احتوت الموسوعة، منذ إطلاقها في مارس 2007 وحتى أغسطس 2009، على 11,810 مقالة – وهو عدد يقل عن النسخة الإنجليزية من ويكيبيديا بما يربو على 2,999,674 مقال». كتب ماثيو اونيل، الباحث الرئيسي في الإدارة الأسترالية للنطاق العريض والاتصالات والاقتصاد الرقمي في مارس 2010، مقالة عن التعهيد الجماعي قائلا: «يعلم المشاركون الجدد في ويكيبيديا أن مساهماتهم سوف تحظى بجمهور كبير؛ يمكن أن تصبح محررا في ويكيبيديا ببساطة بل وفوريا، أما سيتيزنديوم فقد فشلت في اجتذاب الجمهور، وذلك لافتقارها إلى هذه النوعية الفورية».
كان المشروع يضم 90 مساهما ممن قاموا بتعديل واحد على الأقل، مع مجموعة أساسية من 25 مساهما ممن قاموا بأكثر من 100 تعديل، وذلك في مارس 2010. انخفض الوسيط (الإحصائي) لعدد الكلمات في المقالة الواحدة من 468 كلمة في أكتوبر 2010 إلى 151 كلمة في مايو 2010، كما وصل عدد المستخدمين الذين يقومون بعدد (1، 20، 100) تعديل في الشهر إلى أدنى معدلاته في يونيو 2010 منذ إطلاق المشروع للجمهور في مارس 2007. بحلول أكتوبر 2010، قام دزينة (دستة) فقط من الأعضاء بتعديلات بصفة يومية، كما أطلق موقع آرس تكنيكا على مشروع سيتيزنديوم عنوانا رئيسيا هو «ميت في الماء». كان هناك سبعة محررين نشيطين في الثلاثين يوما السابقة في سبتمبر 2015. بحلول سبتمبر 2017، وصل متوسط عدد التعديلات في اليوم إلى 5 تعديلات.
أجرى إستفتاء في نوفمبر 2016 لإلغاء ميثاق سيتيزنديوم الحاكم والمجلس لصالح المناقشات والتوافق في الآراء على غرار ويكيبيديا. استطاع الإستفتاء أن يجذب تسعة أصوات، وهكذا تم تمريره. كان من المقرر انتخاب مدير تحرير جديد في نفس الوقت، لكن لم يكن هناك ترشيحات.